# Irena Linka
Irena Linka (ur. 5 maja 1958 w Szprotawie) – polska koszykarka grająca na pozycji silnej skrzydłowej, dwukrotna wicemistrzyni Europy (1980, 1981).
30 września 2021 roku odznaczona brązowym Krzyżem Zasługi.

## Kariera sportowa
Jest wychowanką Szprotavii, gdzie jej trenerem był Tadeusz Aleksandrowicz. W latach 1976–1980 występowała w Olimpii Poznań, w latach 1980-1988 w Lechu Poznań, z którym w 1984 zdobyła brązowy medal mistrzostw Polski. W latach 1988–1992 występowała w węgierskiej drużynie Posta Sopron, następnie zakończyła sportową karierę.
Z reprezentacją Polski juniorek zdobyła dwukrotnie wicemistrzostwo Europy (1975, 1977). Z reprezentacją Polski seniorek była również dwukrotnie wicemistrzynią Europy (1980, 1981). Ponadto zagrała na mistrzostwach Europy w 1976 (6. miejsce), 1978 (5. miejsce) i 1983 (7. miejsce) oraz mistrzostwach świata w 1983 (7. miejsce). W I reprezentacji Polski wystąpiła w 177 spotkaniach.